# 251 Dywizja Piechoty (III Rzesza)
251 Dywizja Piechoty (niem. 251. Infanterie-Division) – niemiecka dywizja z czasów II wojny światowej, sformowana w Bad Hersfeld na mocy rozkazu z 26 sierpnia1939, w 4. fali mobilizacyjnej w IX Okręgu Wojskowym.

## Struktura organizacyjna
- Struktura organizacyjna w sierpniu 1939 roku:

451., 459. i 471. pułk piechoty, 251. pułk artylerii, 251. batalion pionierów, 251. oddział rozpoznawczy, 251. oddział przeciwpancerny, 251. oddział łączności, 251. polowy batalion zapasowy;
- Struktura organizacyjna we wrześniu 1944 roku:

184., 448. i 451. pułk grenadierów, 251. pułk artylerii, 251. batalion pionierów, 251. batalion fizylierów, 251. oddział przeciwpancerny, 251. oddział łączności, 251. polowy batalion zapasowy;

## Dowódcy dywizji
- Generalleutnant Hans Kratzert 26 VIII 1939 – 6 VIII 1941;
- Generalleutnant Karl Burdach 6 VIII 1941 – 10 III 1943;
- Generalmajor Maximilian Felzmann 10 III 1943 – 15 XI 1943;
- Generalleutnant Werner Heucke 10 X 1943 – 4 III 1945;